# 卡雷尔·迈塔 (1928年)
卡雷尔·迈塔（捷克語：Karel Mejta，1928年6月18日—2015年11月6日），捷克男子赛艇运动员。他曾代表捷克斯洛伐克参加1952年夏季奥林匹克运动会赛艇比赛，获得男子四人单桨有舵手金牌。